# Luxemburg op het Eurovisiesongfestival 1976
Luxemburg nam deel aan het Eurovisiesongfestival 1976 in Den Haag, Nederland. Het was de twintigste deelname van het land aan het Eurovisiesongfestival. De zanger Jürgen Marcus zong het lied Chansons pour ceux qui s'aiment.

## Selectieprocedure
In tegenstelling tot het jaar ervoor, werd er dit jaar een nationale finale gehouden om de bijdrage aan te duiden. In totaal deden er vijf liedjes mee aan deze finale.
| Volgorde | Artiest            | Lied                             | Plaats |
| -------- | ------------------ | -------------------------------- | ------ |
| 1        | Best Wishes        | Brasilo, Brasila                 | 2      |
| 2        | Jürgen Marcus      | Chansons pour ceux qui s'aiment  | 1      |
| 3        | Marianne Rosenberg | Tout peut arriver au cinéma      | 3      |
| 4        | Il Était Une Fois  | Tu sais quel amour est une fleur | 4      |
| 5        | Gianni Nazzaro     | Un jour l'amour viendra          | 5      |

## In Den Haag
Op het songfestival trad Luxemburg als vijfde aan, na Israël en voor België. Op het einde van de puntentelling bleek dat Jürgen Marcus op een teleurstellende 14de plaats was geëindigd met 17 punten. Dit was de laagste notering tot dan toe voor het land, alhoewel ze in het verleden als laatste eindigden met minder deelnemende landen.

### Gekregen punten

#### Finale
| 12 punten   | 10 punten | 8 punten | 7 punten | 6 punten           |
| ----------- | --------- | -------- | -------- | ------------------ |
|             |           |          |          | - België - Ierland |
| 5 punten    | 4 punten  | 3 punten | 2 punten | 1 punt             |
| - Nederland |           |          |          |                    |

### Punten gegeven door Luxemburg

#### Finale
Punten gegeven in de finale:
| 12 punten | Monaco              |
| 10 punten | Frankrijk           |
| 8 punten  | Verenigd Koninkrijk |
| 7 punten  | Israël              |
| 6 punten  | Portugal            |
| 5 punten  | Oostenrijk          |
| 4 punten  | Nederland           |
| 3 punten  | Ierland             |
| 2 punten  | Duitsland           |
| 1 punt    | Zwitserland         |

1956 · 1957 · 1958 · 1959 · 1960 · 1961 · 1962 · 1963 · 1964 · 1965 · 1966 · 1967 · 1968 · 1969 · 1970 · 1971 · 1972 · 1973 · 1974 · 1975 · 1976 · 1977 · 1978 · 1979 · 1980 · 1981 · 1982 · 1983 · 1984 · 1985 · 1986 · 1987 · 1988 · 1989 · 1990 · 1991 · 1992 · 1993 · 1994-2023 · 2024 · 2025
België · Duitsland · Finland · Frankrijk · Griekenland · Ierland · Israël · Italië · Joegoslavië · Luxemburg · Monaco · Nederland · Noorwegen · Oostenrijk · Portugal · Spanje · Verenigd Koninkrijk · Zwitserland